# Ivanka Petrović
Ivanka Petrović (Skopje, 14. lipnja 1939.), hrvatska akademkinja.

## Životopis
Po struci je hrvatska filologinja, književni povjesnik – medievist i kritički hagiograf. Znanstvena je savjetnica u Staroslavenskome institutu.
Završila je Klasičnu gimnaziju u Zagrebu, studirala je VIII. studijsku grupu (hrvatski jezik i jugoslavenske književnosti) na Filozofskom fakultetu u Zagrebu (1957. – 1962.) te magistrirala (1970.) i doktorirala književnost (1975.) na istome fakultetu.
Članica suradnica HAZU postaje 16. svibnja 2002. Redovita je članica Talijanske akademije u Milanu – Accademia Ambrosiana, članica Accademico Fondatore Razreda za slavistiku Akademije (Classe di Slavistica dell'Accademia Ambrosiana), članica je Europske akademije (Académie Européenne des Sciences, des Arts et des Lettres, Pariz) te Mađarske akademije (Magyar Tudományos Akadémia, Budapest). Članica je i Svjetskih medievista, društva Hagiography Society (SAD) te europskih hagiografskih društava. Nagrađena je Državnom godišnjom nagradom za znanost za 1999. godinu.

## Znanstveni rad
Istražuje dva velika područja hrvatskoga književnoga srednjovjekovlja: hagiografski, legendarni i apokrifni korpus hrvatske glagoljske, latinske i latinične književnosti te ćirilometodsko naslijeđe u Hrvata. Autorica je više od stotinu radova: knjigâ, monografskih studija, rasprava i članaka o književnim vrstama, temama i poglavljima hrvatske i europske književne kulture, objavljenih i na francuskom, talijanskom i engleskom jeziku. Kao ćirilometodski znanstvenik objavila je niz monografskih studija, među kojima  "Franjo Rački – otac hrvatske Cyrillo-Methodiane" te za hrvatsku ćirilometodsku znanost najvažniju raspravu – sintezu "Prvi susreti Hrvata s ćirilometodskim izvorištem svoje srednjovjekovne kulture".
Kao književni medievist i kritički hagiograf istražuje osobito hrvatsku i europsku hagiografiju: objavila je knjigu o Marijinim mirakulima u hrvatskoj i europskoj književnosti te nekoliko desetaka članaka, monografskih studija i sinteza o djelima, tematskim skupinama i žanrovima hrvatske latinske, glagoljske i latinične hagiografije. Objavila je i monografske studije o salonitansko-splitskoj, istarskoj, zadarskoj, kotorskoj i panonskoj hagiografiji, sintezu hrvatske hagiografske književnosti (HAZU: Hrvatska i Europa, II) te monografiju o cjelokupnoj hrvatskoj hagiografiji od 9. do sredine 14. st. "L'hagiographie, latine et vernaculaire, de l'espace croate des origines à 1350", u Povijesti zapadnoeuropske hagiografije srednjega vijeka (HAGIOGRAPHIES, sv. 4, Corpus Christianorum, Turnhout, 2006.), danas najvažnijem svjetskom istraživačkom projektu srednjovjekovne književnosti. Hrvatsku srednjovjekovnu književnost proučava komparatistički, uvijek u suodnosu s vrelima, tekstovima i žanrovima drugih europskih, osobito zapadnoeuropskih, književnosti. Voditeljica je i glavni istraživač projekta Ministarstva znanosti RH Hrvatska i europska književnost srednjega vijeka te je urednica u domaćim i stranim edicijama. Radila je u mnogim europskim institucijama, knjižnicama i arhivima, predavala na sveučilištima i kongresima. Radove joj prikazuju najznačajnije europske edicije. Surađuje u projektima zapadnoeuropske književnosti pišući za njih hrvatska poglavlja. Europska i američka književna medievistika odale su joj priznanje članstvom u svojim znanstvenim institucijama.